# تانگوئیتو
خوزه آلبرتو ایگلسیاس (به اسپانیایی: José Alberto Iglesias) (۱۶ سپتامبر ۱۹۴۵ – ۱۹ مه ۱۹۷۲) که با نام‌های مستعارتانگو یا تانگوئیتو شناخته می‌شد، نوازنده و خوانندهٔ آرژانتینی در سبک موسیقی راک بود. او گرچه دوران اوج خود را بسیار کوتاه گذراند، ولی تأثیرات ژرفی بر راک ملی آرژانتین و راک اسپانیولی نهاد.
از معروفترین آثار او "La Cueva", "La balsa" و "Amor de Primavera" تانگوئیتو با اعتیاد به مواد مخدر از موسیقی فاصله گرفت. فیلم تانگوی وحشی بر پایهٔ زندگی او ساخته شده‌است.

## زندگی‌نامه

### نوجوانی
خوزه آلبرتو ایگلسیاس در ۱۶ سپتامبر ۱۹۴۵ در شهر صنعتی سان مارتین، استان بوئنوس آیرس متولد شد. خانواده‌اش در خانه‌ای کوچک در شهر ساسروس، در نزدیکی شهر بوئنوس آیرس زندگی می‌کردند.
ایگلسیاس هیچ علاقه‌ای به مدرسه نشان نداد و بعد از رسیدن به سن ۱۳ سالگی سعی کرد تا کارهای مختلفی از جمله باغبانی انجام دهد، اما کار کردن را ادامه نداد. تنها موضوعی که علاقهٔ او را به خود جلب کرد، راک و رول بود. در ۱۷ سالگی، خوزه در سالن‌های اجتماعی در محلهٔ ماتادروس و فلورس حضور یافت و آوازهای راک و رول را می‌خواند. او همچنین شهرت محلی به عنوان رقصنده راک و رول کسب کرد، در حالی که اکثر مردم در حومه شهر رقصندهٔ تانگو بودند. برای برجسته کردن این تعارض، دوستان او وی را با نام «تانگو» یا «تانگوئیتو» (Tanguito به معنی تانگوی کوچک) صدا می‌کردند.
با اولین گروهش، لوس دوک، او چند آلبوم و یک آهنگ اصلی در سال ۱۹۶۳ ضبط کرد.

### لا سوئوا

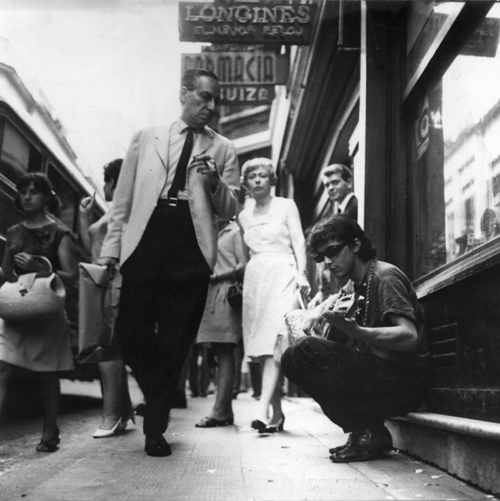
تانگوئیتو در حال نواختن گیتار در خیابان، ۱۹۶۸.

در سال ۱۹۶۵, تانگوئیتو همراه با دوستش، اوراسیو مارتینز، به‌طور منظم به کلوب شبانه‌ای به نام La Cueva (به معنی "غار") در محلهٔ رسولتا می‌رفتند. تدریجاً با حضور افرادی چون موریس، ساندرو، و لیتو نبیا و همچنین مشارکت دیگر افرادی همچون Pipo Lernoud, Miguel Grinberg و Miguel Abuelo کلوب سوئوا تبدیل به نخستین مأمن موسیقی راک در آرژانتین شد. بسیاری از آن‌ها راک به زبان اسپانیایی می‌نوشتند و تانگوئیتو می‌توانست آهنگ‌های انگلیسی الویس پرسلی را شکسته تقلید کند.
یک شب که تانگوئیتو در کافه نشسته بود و از مشکلات و تنهایی و غم خود صحبت می‌کرد، نبیا او را تشویق کرد که همین مطالب را در قالب ترانه بیان کند و خود گروه کُر و صداهایی نارسا از بوسا نوا را به آن افزود. همین آهنگ به یکی از نخستین آثار محبوب راک اسپانیایی بدل گشت و با نام "La balsa" ("قایق") بعدها منتشر شد. باند موسیقی نبیا، به نام لوس گاتوس، این ترانه را در ۱۹ ژوئن ۱۹۶۷ ضبط کردند و به کمک پخش رادیویی اثر، توانستند ۲۵۰٬۰۰۰ کپی از آن را به فروش رسانند. هم نام این اثر و هم متن ترانه‌اش تلمیحی به اثر La Barca از خوزه فلیسیانو دارد و احتمالاً تانگوئیتو از این اثر الهام گرفته‌است.

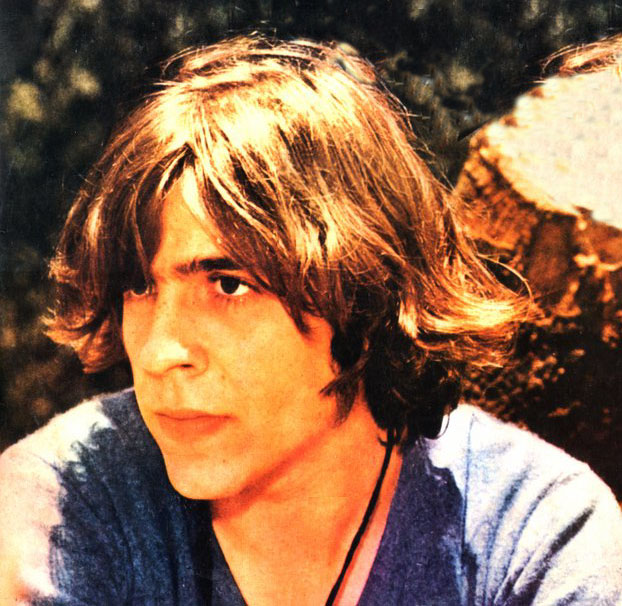
لیتو نبیا به کمک تانگو آهنگ La Balsa را هماهنگ کرد.

تانگوئیتو نقدهای خود را بلافاصله بیان نکرد ولی چند ماه بعد در یک پخش تلویزیونی دربارهٔ نسخهٔ آرژانتینی هیپی‌ها حضور یافت. علی‌رغم موفقیت لوس گاتوس و مشارکت تانگوئیتو در اثر معروفشان، لا بالسا، او گوشه‌گیری کرد و نخستین تک‌آهنگ انفرادی خود را ۱۸ ژانویه ۱۹۶۸ منتشر نمود ولی این اثر نتوانست در قالب RCA منتشر شود و به بازار راه نیافت.
طی ۱۹۶۸, چندین آهنگ از تانگوئیتو، همچون Amor de Primavera (به معنای "عشق بهاری") منتشر شد و تحت پوشش رسانه‌ای قرار گرفت. همچنین او برای ترانه‌های دیگری، نظیر ترانهٔ "Errol Flynn"، در تابستان ۱۹۶۸، محبوبیت یافت.
تمامی آهنگ‌های تانگوئیتو با نام "Ramsés VII" انتشار یافتند که یکی از چندین نام مستعار او بود و به فرعون مصر، رامسس هفتم، اشاره داشت. از دیگر اسامی مستعار وی که برای مدتی استفاده شدند، Susano Valdez و Drago (پس از معروف شدن سودا) بودند.
پس از آن که پشتیبانی آر.سی. ای را از دست داد، خانهٔ خود را تغییر داده و به محله‌ای دیگر رفت و در آنجا در خانه به تهیه آثار خود می‌پرداخت. گاهی خودش به تنهایی گیتار می‌زد و می‌خواند و گاه نوازندگان درام را در کارش مشارکت می‌داد. در این دوره او به الکل و ماری‌جوآنا معتاد شد و گاهی آمفتامین تزریق می‌کرد.
در آن سالها پلیس آرژانتین از برخوردهای سختگیرانه علیه معتادان مواد مخدر استفاده می‌کرد و آموزش بسیار کمی در مورد چگونگی مقابله با اعتیاد وجود داشت. تانگوئیتو بارها برای واگرانسی یا مستی بازداشت شد و در سلول نگهداری شد. در یکی از این بازداشت‌ها در اواخر ۱۹۷۰ دچار مشکلات روانی شد و حتی قادر به شناسایی دوستانش نبود که مادرش نهایتاً او را به خانه برد.

### سال‌های پایانی
در فوریهٔ ۱۹۷۱, وی متهم به ایجاد یک باند مواد شد. او را به عنوان یک دیوانه تشخیص دادند و به بیمارستان Neuropsychiat José T. Borda سپرده شد، جایی که او را تحت شوک و تزریق انسولین و سایر درمان‌هایی که برای از بین بردن آمفتامین انجام می‌شد، قرار دادند. به جای بهبودی، سلامت روان او بدتر شد و در سال ۱۹۷۲ به بخش مراقبت‌های دراز مدت بیمارستان واگذار شد.
تانگوئیتو در سپیده دم ۱۹ مه ۱۹۷۲ اقدام به فرار از بیمارستان کرد. او موفق به رسیدن به ایستگاه قطار پاسفیکو شد، جایی که او ظاهراً امیدوار بود از آنجا با قطار به خانهٔ پدر و مادر خود در کاسروس برود، ولی در ساعت ۱۰:۵۰ صبح، به ریل قطار سقوط کرد و توسط یک قطار متلاشی شد.